# Harold Waddell Joslyn
Harold Waddell Joslyn, kanadski letalski častnik, vojaški pilot in letalski as, * 9. oktober 1893, Crystal City, Manitoba, Kanada, † 17. avgust 1917, Halluin, Francija (KIA).
Nadporočnik Joslyn je v svoji vojaški službi dosegel 7 zračnih zmag.

## Življenjepis
Med prvo svetovno vojno je bil sprva pripadnik 68. bataljona Kanadske ekspedicijske sile, nato pa je leta 1917 vstopil v Kraljevi letalski korpus.
Vse svoje zmage je dosegel s Bristol F.2b; njegova najbolj znana zmaga je bila sestrelitev nemškega letalskega asa Ulmerja.